# Marc Beaudet
Pour les articles homonymes, voir Beaudet.
Marc Beaudet est un producteur, monteur et québécois canadien né le 21 août 1919 à Thetford Mines (Canada) et mort le 9 juillet 1978 à Montréal (Canada) à l'âge de 58 ans.

## Filmographie

### comme producteur
- 1969 : A Total Service
- 1970 : Two Years or More
- 1970 : Hôtel-Château
- 1970 : Comment jouer au volleyball
- 1970 : Cold-Rodders
- 1970 : 10 Miles/Hour
- 1971 : Yesterday - Today: The Netsilik Eskimo
- 1971 : La Vraie vie
- 1971 : Heureux comme un poisson dans l'eau...
- 1971 : All Stakes Are Down, No More Bets
- 1971 : La Nuit de la poésie 27 mars 1970
- 1971 : Mon oncle Antoine
- 1971 : C'est ben beau l'amour
- 1973 : Taureau
- 1973 : O.K. ... Laliberté
- 1975 : Histoire de pêche
- 1975 : La Gammick
- 1975 : Partis pour la gloire
- 1976 : La Fleur aux dents
- 1976 : On est au coton
- 1977 : Yves Préfontaine
- 1977 : Suzanne Paradis
- 1977 : Panneau réclame
- 1977 : Les Oiseaux blancs de l'île d'Orléans
- 1977 : Nicole Brossard
- 1977 : Michèle Lalonde
- 1977 : Gatien Lapointe
- 1977 : Gaston Miron
- 1977 : Claude Gauvreau
- 1977 : Ti-mine, Bernie pis la gang...
- 1978 : Ni scène ni coulisses
- 1979 : La Toile d'araignée
- 1980 : Gens d'Abitibi

### comme monteur
- 1956 : Methods of Instruction
- 1958 : Street to the World
- 1958 : Pays neuf
- 1958 : Au bout de ma rue
- 1959 : Marius Barbeau et le folklore canadien-français
- 1959 : Marius Barbeau et l'art totémique
- 1959 : The Little Sisters
- 1959 : L'Immigré
- 1959 : Il était une guerre
- 1959 : L'Héritage
- 1959 : Germaine Guèvremont romancière
- 1959 : Les 90 Jours
- 1960 : Wilfrid Pelletier, chef d'orchestre et éducateur
- 1960 : Collèges classiques in Quebec
- 1960 : Le Chanoine Lionel Groulx, historien
- 1961 : Quatre instituteurs
- 1962 : The Broken Chain
- 1962 : Adultes avec réserve
- 1963 : The Silent Partner
- 1963 : Olympic Swimmers
- 1964 : The Big Swim
- 1965 : The Shape of Things
- 1967 : Freedom Africa
- 1967 : The Canadian Pavilion, Expo 67
- 1972 : À cris perdus
- 1976 : Wamba

### comme réalisateur
- 1962 : Adultes avec réserve
- 1967 : Freedom Africa
- 1967 : The Canadian Pavilion, Expo 67
- 1972 : À cris perdus